# 루이스 퍼거슨
루이스 퍼거슨 (Lewis Ferguson, 1999년 8월 24일 ~ )는 스코틀랜드의 축구 선수이며, 볼로냐에서 공격형 미드필더로 뛰고 있다.